# Tchami
Tchami, artiestennaam van Martin Joseph Léonard Bresso (Cahors, 12 Mei 1985), is een Franse diskjockey en muziekproducent. Tchami is actief in de future house-scene sinds zijn eerste ep genaamd "Promesses", die eind 2013 uitkwam. Bekende nummers zijn onder andere "Untrue", "Adieu", alsook zijn remix van "Wizard".
Naast zijn werk onder eigen alias is hij ook onderdeel van het collectief Pardon My French waar hij samen met DJ Snake, Mercer & Malaa grondlegger van is.
- International Standard Name Identifier: 0000 0004 6306 9582
- MusicBrainz: 374a63ed-2502-495a-8e31-139e3ed7507e